# شرغة (شوي بانة)
شرغة (بالفارسية: شرگه) هي قرية تقع في إيران في البلدة المركزية. يقدر عدد سكانها بـ 65 نسمة بحسب إحصاء 2016.